# Симеон Володимирович (князь Боровський)
Симеон (Семен) Володимирович (приблизно 1380-ті — 1426) — князь Борівський з 1410 та Серпуховський з 1422, другий син Володимира Андрійовича Хороброго та княжни Олени Ольгердівни, дочки Великого князя Литовського Ольгерда Гедиміновича. Правнук Івана І Калити.

## Життєпис
Княжив у другій половині XIV — на початку XV століття. Достовірно відомі його сини Василь, Лев і Юрій. Ім'я князя Семена згадується лише в одному джерелі, але, швидше за все, помилково. Писар просто переплутав ім'я та по-батькові.
Симеон (Семен) Володимирович помер під час епідемії морової виразки, разом з братами Ярославом і Андрієм, прийнявши чернечий постриг під іменем Сави. Похований у Троїце-Сергієвому монастирі.

## Родина
Дружина: з 1404 дочка князя Новосильского Семена Романовича, княжна Василиса (померла восени 1426).
Серед істориків не одне десятиліття йдуть дискусії про те, скільки взагалі було синів у князя Романа Семеновича Новосильского.